# Lễ hội văn hóa Do Thái, Warszawa

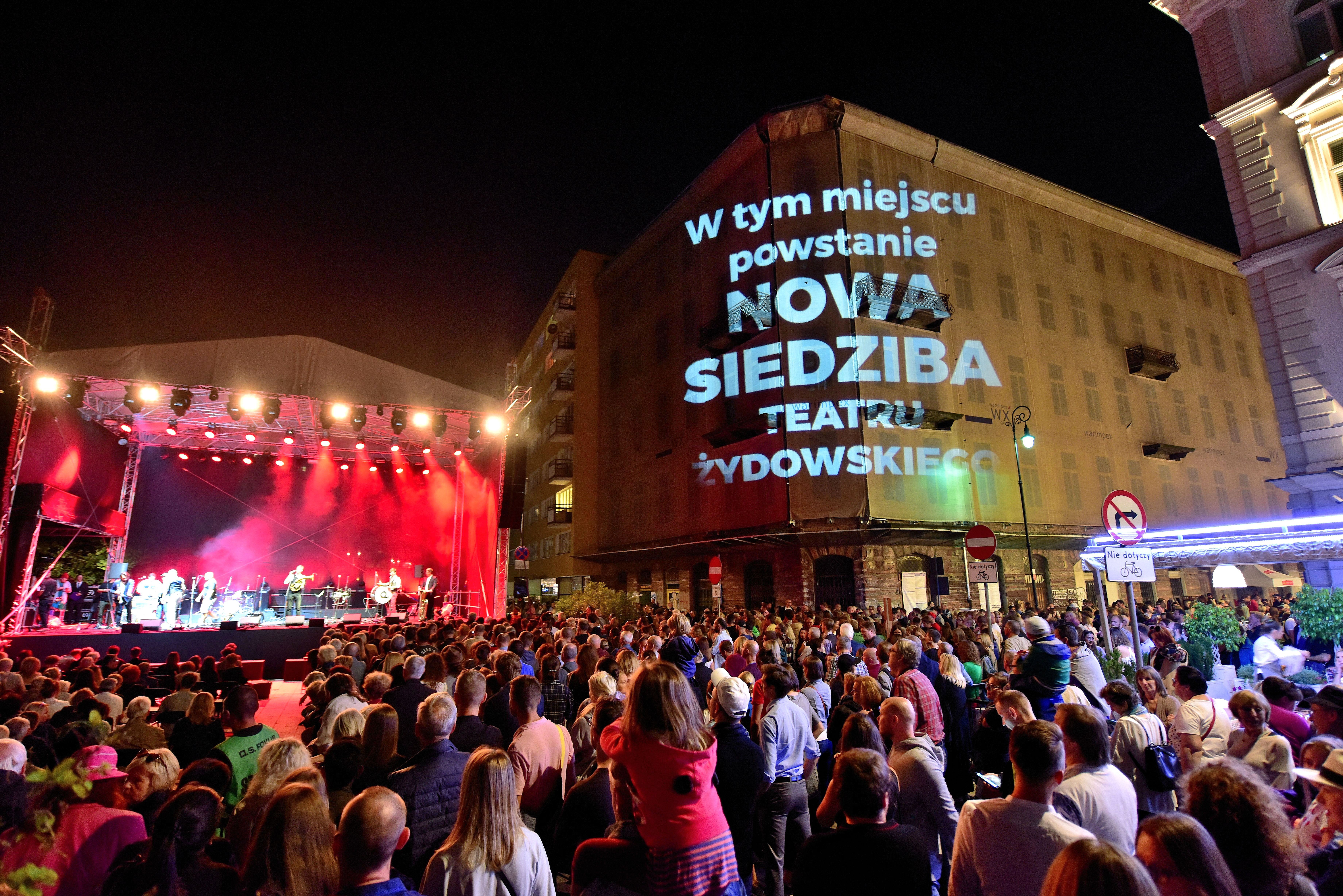
Buổi hòa nhạc Đêm Klezmer tại Quảng trường Grzybowski trong Lễ hội Ca sĩ Warsaw lần thứ 15 (2018)

Lễ hội văn hóa Do Thái tại Warsaw - "Warsaw của các ca sĩ" là một lễ kỷ niệm văn hóa Do Thái hàng năm được tổ chức tại Warsaw từ năm 2004.
Lễ hội bao gồm nhà hát, âm nhạc, phim ảnh, triển lãm Do Thái (cả tiếng Do Thái và tiếng Yiddish). Nó cố gắng tái tạo văn hóa Do Thái từ thời Ba Lan trong thời kỳ chiến tranh, hoàn chỉnh với các tòa nhà lịch sử và bầu không khí. Các tính năng thông thường bao gồm thực phẩm Kosher (cùng với hướng dẫn về cách chuẩn bị trong nhà bếp của riêng mình), nhảy múa, ca hát, đồ thủ công, gốm sứ và áp phích. Nhiều hội thảo, nhóm thảo luận và các buổi gặp mặt cũng được tổ chức về các chủ đề liên quan đến văn hóa Yiddish.
Lễ hội được tổ chức bởi Quỹ Shalom Ba Lan - Israel - Mỹ, bắt đầu vào năm 1988 theo sáng kiến của Gołda Tencer, một nữ diễn viên và nhà sản xuất của Nhà hát Do Thái tại Warsaw. Mục đích của việc thành lập lễ hội là phổ biến văn hóa Do Thái ở Ba Lan và tưởng nhớ các cộng đồng Do Thái.
Lễ hội hàng năm đầu tiên được tổ chức vào năm 2004 nhân kỷ niệm 100 năm ngày sinh của ca sĩ Isaac Bashevis (lưu ý rằng ngày sinh thực tế của ca sĩ là không chắc chắn).
Logo của lễ hội bao gồm sự kết hợp của một tay đấm trên sân thượng (để tượng trưng cho văn hóa Do Thái Ba Lan) và của Warsaw Syrenka (tượng trưng cho Warsaw). Nó được thiết kế bởi Lech Majewski.
Lễ hội năm 2009 được tổ chức từ ngày 29 tháng 8 đến ngày 6 tháng 9. Du khách và nhữngngười tham gia bao gồm: Nigel Kennedy David Krakauer và Klezmer Madness!, ban nhạc folk Gorale Zakopower, Benzion Miller, Kroke, tác giả Hanna Krall, Michał Piróg, Trombenik, Janusz Tylman, Đại sứ Israel tại Ba Lan Zvi Rav-Ner  và nhiều người khác.